# Max Rood
Max Gustaaf Rood (ur. 21 sierpnia 1927 w Enschede, zm. 2 grudnia 2001 w Amsterdamie) – holenderski prawnik, nauczyciel akademicki i polityk żydowskiego pochodzenia, profesor, w 1982 minister spraw wewnętrznych.

## Życiorys
Absolwent studiów prawniczych na Uniwersytecie w Lejdzie (1950). Doktoryzował się w tej dziedzinie na macierzystej uczelni w 1978. W latach 1950–1980 praktykował jako adwokat w Amsterdamie. Od 1977 do 1979 pełnił funkcję dziekana Holenderskiej Izby Adwokackiej (NOvA). W 1978 został nauczycielem akademickim na Uniwersytecie w Lejdzie. Z uczelnią tą był zawodowo związany do 1997, w 1980 objął stanowisko profesorskie. Specjalizował się w zakresie prawa pracy. Działał w środowisku świeckich humanistów, w latach 1969–1977 kierował organizacją Humanistisch Verbond.
Od 1966 był związany z ugrupowaniem Demokraci 66. Od maja do listopada 1982 sprawował urząd ministra spraw wewnętrznych w trzecim rządzie Driesa van Agta. W późniejszych latach udzielał się jako mediator.